# Misericordiæ Vultus

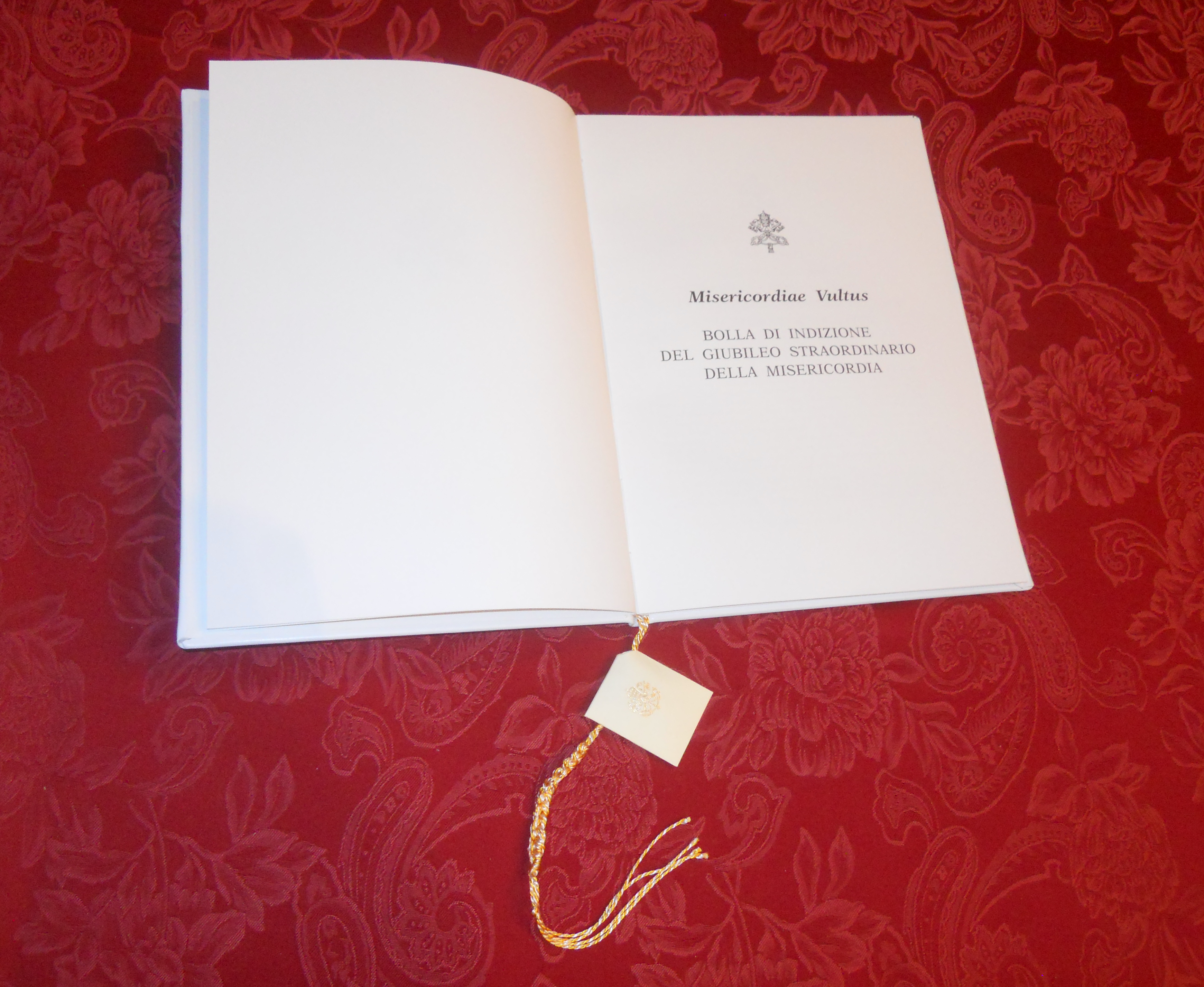
Copia della bolla Misericordiæ Vultus autografata da papa Francesco e da lui consegnata l'11 aprile 2015, primi vespri della domenica della Divina Misericordia

Misericordiæ Vultus (Il volto della Misericordia)  è una bolla pontificia di papa Francesco edita a Roma l'11 aprile 2015, nel suo III anno di pontificato. Tratta l'indizione del Giubileo straordinario della Misericordia.